# 考试招生制度改革
考试招生制度改革是对中华人民共和国考试招生制度的一系列改革的总称。考试招生制度是中华人民共和国的基本教育制度。而考试招生制度改革涵盖了从九年制义务教育到高等教育的中华人民共和国教育几乎全部教育内容，涉及普通教育、职业教育、继续教育等的各阶段招生考试，关系到众多考生利益，因而受到各方关注。

## 历史
1993年2月13日，中共中央、国务院发布《中国教育改革和发展纲要》中，提出了：“中小学要从‘应试教育’转向全面提高国民素质的轨道，面向全体学生，全面提高学生的思想道德、文化科学、劳动技能和身体心理素质，促进学生生动活泼地发展，办出各自的特色”。而在1994年的教育工作会议上，中共中央就提出了“要将‘应试教育’转到‘素质教育’上面”。
1996年国务院发布了《关于深化教育改革全面推进素质教育的决定》，更是明确表明要改革高考制度。有关于“应试教育”和“素质教育”的争论不仅直接影响了当时的考试招生制度，还对整个中国教育体系产生了深远影响。当时就有教育工作者指出，要通过以高考为首的改革考试招生制度来引导学生培养创新精神和实践精神，推行素质教育。
随着改革的推进，许多省市都开始了高考自主命题，也有一些高校开始了自主招生和联考招生；但与此同时也出现了各类中高考加分和保送的乱象，引起社会关注。加分和保送生制度、不分省而按人口比例招生、以及各校招生制度和统一考试的分离都成为学界和公众的焦点。同时初高中都最终引入了综合素质评价作为招生录取的重要参考。
2010年，中共中央、国务院又发布了《国家中长期教育改革和发展规划纲要（2010 － 2020 年）》则指明新一轮考试招生制度的改革方向，提出建立包括择优录取、自主录取、推荐录取、定向录取与破格录取等方式的多元录取机制；还加入了“尊重教育规律和学生身心发展规律，为每个学生提供适合的教育”等内容，呼吁“全面实施素质教育”；并且探索招生和考试分离，要将原本应试教育的考试招生制度转变为多元化考试招生制度。纲要明确提出了要把考试招生制度改革作为教育改革的突破口。
2013年，十八届三中全会决定要求深化考试招生制度改革。2014年，国务院下发了《国务院关于深化考试招生制度改革的实施意见》，正式标志着新一轮考试招生制度改革的启动。意见提出要在2014年试点、2017年全面推进、2020年基本建成中国特色现代教育考试招生制度，还要求建立一个分类考试、综合评价、多元录取的考试招生模式。浙江和上海被指定成为新高考的试点地区。

## 高校考试招生改革
自1983年以来，高考改革的呼声不断。1987年，上海推出了“3+1” 的考试科目改革，然后又推行了“3+X”的方案；2001年左右，全国开始流行这一方案，但在后来的演变中逐渐变成了语文、数学、英语三门加上文综或理综的模式。而这一改革也被认为走回了增加科目的老路。2003年